# Cardinale seduto
Cardinale seduto è una scultura in bronzo di Giacomo Manzù, fusa nel 1975-77, conservata al J. Paul Getty Museum di Los Angeles.

## Storia
Il tema dei Cardinali è riconosciuto come uno dei temi iconografici fondamentali nella produzione artistica di Giacomo Manzù sviluppato in più di 300 versioni eseguite dal 1938 fino alla sua morte nel 1991.
L'ispirazione avvenne durante un viaggio a Roma nel 1934 dopo esser stato fortemente suggestionato dalla visione dell'allora Papa Pio XI, seduto tra due vescovi nella Basilica di San Pietro. Lui stesso più avanti dichiarerà
Affascinato dalla figura e dalla sua volumetria, lo stesso anno comincerà a sviluppare i primi disegni e studi della serie e nel 1936 creerà la prima scultura, ma considerata un fallimento, la distruggerà.
Sarà nel 1938 che verrà eseguita la prima versione ufficiale, un Cardinale seduto di 65 cm, che verrà successivamente esposto nella Quadriennale di Roma nel 1939 con il David e di seguito acquistato dalla Galleria Nazionale D'Arte Moderna. Questa prima scultura, leggermente chinata in avanti e dai tratti realistici e profondamente umani, insieme al David, ricevette dalla critica sia opinioni d'elogio, definendo le due sculture
ma anche critiche negative, visto che da alcuni in questa realizzazione venne anche vista una forma caricaturale della figura ecclesiastica.

Dettaglio del volto

Tra il 1938 e il 1950 circa si susseguiranno numerose versioni dello stesso tema, producendo più di cinquanta cardinali: di diverse dimensioni (in alcuni casi più grandi del reale), quasi sempre seduto (ma vi sono versioni di cardinali in piedi e in composizioni a più figure) e, pur privilegiando il bronzo, utilizzando anche materiali come il marmo e l'alabastro, portando ad una produzione di numerose repliche mai uguali tra loro, interpretate sempre con nuove caratteristiche iconografiche.
Se nelle prime realizzazioni dei Cardinali l'immagine avrà connotazioni più realistiche, donando alla figura un aspetto più umano e umile, col passare degli anni i volumi della scultura e i dettagli della figura si stilizzeranno sempre più, portando ad un'immagine sempre più rigorosa, ieratica e solenne, fino ad avvicinarsi sempre più a forme geometriche.
Il Cardinale seduto è diventato iconograficamente riconosciuto come una delle figure e delle tematiche che hanno reso la scultura e l'arte di Manzù celebre in tutto il mondo, presente nelle collezioni di alcuni dei musei d'arte moderna più importanti, sia italiani, come la Galleria nazionale d'arte moderna di Roma, la Gamec di Bergamo, la Raccolta Lercaro di Bologna e la Museo all'aperto Bilotti di Cosenza, che esteri, come appunto il Getty Museum di Los Angeles, la TATE di Londra, il The Sydney and Walda Bestoff Sculpture Garden del NOMA New Orleans Museum of Art, l'Hirshhorn Museum & Sculpture Garden di Washington e il Walker Art Center di Minneapolis.
Nel caso specifico, questa scultura venne acquistata dal leggendario produttore cinematografico Ray Stark che la donerà insieme ad altre 27 sculture di altrettanto importanti scultori del XX secolo (come Henry Moore, Calder, Alberto Giacometti e René Magritte) al museo californiano.

## Descrizione

La statua sul terrazzo panoramico del Getty Museum

L'opera si presenta imponente, posizionata sul terrazzo panoramico dell'edificio, in una scenografia architettonica totalmente bianca e aperta al paesaggio e alla vista della città, creando un suggestivo effetto teatrale.

Lo scultore ha sempre sostenuto che non vi era nessun messaggio religioso nella serie dei cardinali, che non era la fede che lo spinse a sviluppare questa tematica, ma i volumi delle sagome imponenti create dall'abbigliamento ecclesiastico. La ricerca della forma diventa quindi protagonista dell'opera, quasi come in uno still life.
Lui stesso dichiarerà che il suo lavoro era spinto:
La figura del cardinale appare totalmente avvolta nel suo piviale, qui rappresentato omettendo le sfarzose decorazioni che lo caratterizzano ma semplicemente drappeggiato ai lati, creando quindi un effetto di tensione e dinamismo. Emergono solo i piedi, una mano e la testa, a farci ricordare che sotto la veste religiosa vi è un corpo solido e imponente, ma qui fuso in un unico volume con le vesti.
La figura appare come una piramide o un cono, dove la mitria diventa la sua punta estrema e la fluidità del volume è lievemente interrotta solo dalla piega creata delle ginocchia.
Tutte le figure della serie, a eccezione della statua commissionata dal cardinale Giacomo Lercaro del 1953, verranno realizzate senza l'ausilio di un modello, tanto che la ricerca della forma porterà in alcuni casi all'eliminazione dei dettagli del volto, allontanandolo da qualsiasi connotazione realistica.

La serie dei cardinali porterà rispetto e ammirazione per lo scultore anche da parte dei suoi colleghi che si avvicinavano in quegli anni alla scultura astratta, perché anche se resta fedele alla rappresentazione figurativa, la figura del cardinale viene liberata da tutto ciò che è superfluo.
Questa figura rappresentata nella sua più totale essenzialità risulta ieratica e solitaria, dove lo sguardo pare fisso rivolto verso l'infinito, assumendo quindi un aspetto atemporale, monumentale, maestoso e universalizzato.